# Chondi, Bidar
Chondi là một làng thuộc tehsil Bidar, huyện Bidar, bang Karnataka, Ấn Độ.